# O Hío
Cet article possède un paronyme, voir Ohio.
O Hío est l'une des cinq paroisses de la commune de Cangas dans la province de Pontevedra en Galice (Espagne). La paroisse est située à l'extrémité occidentale d'une presqu'île, sur la crique Ria de Aldán, face aux îles Cies et aux îles de Ons. Selon le recensement de 2004, la paroisse comptait une population de 2 825 habitants.